# Trefl Gdańsk 2014-2015
Questa voce raccoglie le informazioni riguardanti il Trefl Gdańsk nelle competizioni ufficiali della stagione 2014-2015.

## Organigramma societario
Area direttiva
- Presidente: Piotr Należyty

Area tecnica
- Allenatore: Andrea Anastasi
- Allenatore in seconda: Wojciech Serafin

## Rosa
| N° | Nome                  | Ruolo | Data di nascita   | Nazionalità sportiva |
| -- | --------------------- | ----- | ----------------- | -------------------- |
| 1  | Mikołaj Skotarek      | S     | 6 maggio 1995     | Polonia              |
| 2  | Wojciech Grzyb        | C     | 4 gennaio 1981    | Polonia              |
| 3  | Piotr Gacek           | L     | 16 settembre 1978 | Polonia              |
| 4  | Przemysław Stępień    | P     | 7 febbraio 1994   | Polonia              |
| 5  | Marco Falaschi        | P     | 18 settembre 1987 | Italia               |
| 6  | Moustapha M’Baye      | S     | 18 settembre 1992 | Polonia              |
| 7  | Damian Schulz         | S/O   | 26 febbraio 1990  | Polonia              |
| 8  | Igor Dobiszewski      | S     | 6 marzo 1995      | Polonia              |
| 9  | Sebastian Schwarz     | S     | 2 ottobre 1985    | Germania             |
| 10 | Bartosz Gawryszewski  | C     | 22 agosto 1985    | Polonia              |
| 11 | Murphy Troy           | S/O   | 31 maggio 1989    | Stati Uniti          |
| 12 | Artur Ratajczak       | C     | 18 settembre 1990 | Polonia              |
| 13 | Krzysztof Wierzbowski | S     | 18 luglio 1988    | Polonia              |
| 14 | Sławomir Stolc        | S     | 23 gennaio 1993   | Polonia              |
| 15 | Mateusz Mika          | S     | 21 gennaio 1991   | Polonia              |
| 16 | Jan Tomczak           | P     | 5 settembre 1995  | Polonia              |
| 17 | Mateusz Linda         | S/O   | 9 settembre 1996  | Polonia              |
| 18 | Mateusz Czunkiewicz   | L     | 16 dicembre 1996  | Polonia              |